# Iosif Chatzidakis
Iosif Chatzidakis (griechisch Ιωσήφ Χατζηδάκης, auch in der Transkription Joseph Chatzidakes oder Joseph Hatzidakis; * 1848 auf Milos; † 16. Februar 1936 in Iraklio) war ein griechischer Arzt und Archäologe.
1881 kam er in das damals noch osmanische Iraklio auf Kreta, die Heimat seiner Eltern, wo er als Arzt und Gynäkologe tätig war.
1883 wurde er Vorsitzender des Bildungsvereins von Iraklio (Φιλεκπαιδευτικός Σύλλογος Ηρακλείου), zeitweise auch Bürgermeister der Stadt. Zusammen mit Stefanos Xanthoudidis gründete er das Archäologische Museum von Iraklio und war von 1883 bis 1923 dessen erster Direktor. Er war auch der erste Ephoros der Altertümer von Kreta. Iosif Chatzidakis führte 1884 erste Untersuchungen an der Idäische Grotte durch. 1886 folgte die Höhle der Eileithyia. Nach der Gründung des Kretischen Staates 1898 entwarf er das Antikengesetz. 1900 führte er die ersten Ausgrabungen in Knossos durch. 1903 wählte ihn das Österreichische Archäologische Institut zum korrespondierenden Mitglied. Von 1909 bis 1912 führte er Grabungen in Tylissos durch. 1912 erforschte er die Höhle von Arkalochori. 1915 legte er in Gournes Pediados ein Grab aus der Vorpalastzeit frei. Von 1915 bis 1920 leitete er die Ausgrabungen am Palast von Malia.

## Schriften (Auswahl)
- Tylissos à l’époque minoenne, suivi d’une note sur les larnax de Tylissos. Geuthner, Paris 1921 (online)
- Ιστορία του Κρητικού Μουσείου καί των Αρχαιολογικών ερευνών εν Κρήτη. Athen 1931 (Digitalisat)
- Les villas minoennes de Tylissos. Geuthner, Paris 1934 (Digitalisat).